# Tricyphona brevifurcata
Tricyphona brevifurcata är en tvåvingeart som beskrevs av Alexander 1919. Tricyphona brevifurcata ingår i släktet Tricyphona och familjen hårögonharkrankar. Inga underarter finns listade i Catalogue of Life.